# Beňadovo
Beňadovo (hongrois : Benedikó) est un village de Slovaquie situé dans la région de Žilina.

## Histoire
Première mention écrite du village en 1663.

## Démographie

### Évolution de la population
| Année:               | 1994. | 2004.    | 2014.    | 2024.    |
| -------------------- | ----- | -------- | -------- | -------- |
| Nombre de personnes: | 655   | 730      | 810      | 973      |
| Différence:          |       | +11,45 % | +10,95 % | +20,12 % |

| Année:               | 2023. | 2024.   |
| -------------------- | ----- | ------- |
| Nombre de personnes: | 963   | 973     |
| Différence:          |       | +1,03 % |